# Asarum marmoratum
Asarum marmoratum Piper – gatunek rośliny z rodziny kokornakowatych (Aristolochiaceae Juss.). Występuje naturalnie w zachodniej części Stanów Zjednoczonych – w południowym Oregonie oraz północnej Kalifornii (hrabstwo Siskiyou), w Górach Kaskadowych. 

## Morfologia
PokrójBylina z pionowymi kłączami o średnicy 2–3 mm.
LiściePojedyncze, mają kształt od sercowatego do nerkowato sercowatego. Mierzą 4–14 cm długości oraz 3–12 cm szerokości. Są srebrzyście lub białawo unerwione. Blaszka liściowa jest o wierzchołku od ostrego do spiczastego. Ogonek liściowy jest mniej lub bardziej owłosiony i dorasta do 5–20 cm długości.
KwiatySą promieniste, obupłciowe, pojedyncze. Okwiat ma niemal kulisty kształt i ciemnoczerwoną barwę, dorasta do 2–3 cm długości oraz 0,5–1 cm szerokości. Listki okwiatu są rozpostarte z długimi wierzchołkami. Zalążnia jest dolna ze zrośniętymi słupkami.

## Biologia i ekologia
Rośnie w lasach liściastych zrzucających liście oraz na terenach suchych i skalistych. Występuje na wysokości od 200 do 1800 m n.p.m. Kwitnie od maja do czerwca.